# Scapanoclypeus carinatus
Scapanoclypeus carinatus är en skalbaggsart som beskrevs av Evans 1987. Scapanoclypeus carinatus ingår i släktet Scapanoclypeus och familjen Melolonthidae. Inga underarter finns listade i Catalogue of Life.